# Festuca frigida
Festuca frigida är en gräsart som först beskrevs av Eduard Hackel, och fick sitt nu gällande namn av Karl Carl Richter. Festuca frigida ingår i släktet svinglar, och familjen gräs. Inga underarter finns listade i Catalogue of Life.